# Cratere Nasreddin
Nasreddin è un cratere sulla superficie di Caronte.